# Нефтехимик (баскетбольный клуб)
«Нефтехимик» — российский баскетбольный клуб из Тобольска. Выступает в Высшей лиге Чемпионата России и Кубке России.

## История
БК «Нефтехимик» был образован 3 сентября 1999 году под названием «Тобол-Баскет» по инициативе Владимира Аксарина и Александра Пермитина. В первом составе команды были в основном учащиеся и выпускники тренера ДЮСШ В.В. Аксарина и несколько молодых игроков приглашённых из Омска. В первый же сезон новый коллектив добился определённых результатов: выиграл Кубок Урала и занял 2 место в дивизионе «Урал» первой лиги. Победу в Кубке Урала команда одержала и в следующем сезоне. После сезона 2003/2004 команда была допущена к участию в Высшей лиге Чемпионата России. Перед сезоном 2009/2010 клуб стал называться «Нефтехимик». Официальным спонсором стал Сибур. Бронзовые призеры Высшей лиги Чемпионата России по баскетболу сезон 2022/23. Серебряный призер Кубка имени С.Н Тараканова среди мужских команд 

## Состав команды
| \| Поз. \| № \| Гражд. \| Имя \| Дата рождения (возраст) \| Рост \| Вес \| Звание \| \| ---- \| -- \| ------ \| ----------------------- \| ------------------------- \| ------ \| ------ \| ------ \| \| АЗ \| 88 \| \| Владислав Крушельницкий \| 27 декабря 1997 (27 лет) \| 197 см \| 70 кг \| \| \| Ц \| 31 \| \| Николай Муха \| 31.03.1999 \| 212 см \| 110 кг \| \| \| ТФ \| 17 \| \| Сергей Харитонов \| 30.06.1991 \| 204 см \| 103 кг \| \| \| АЗ \| 12 \| \| Владимир Лаптев \| 12 мая 1999 (26 лет) \| 183 см \| 77 кг \| \| \| \| 23 \| \| Даниил Махмутов \| 01 января 2001 (24 года) \| 186 см \| 86 кг \| \| \| АЗ \| 95 \| \| Антон Бревнов \| 10 сентября 1987 (37 лет) \| 187 см \| 80 кг \| \| \| АЗ \| 11 \| \| Сергей Рожков \| 24 июня 1999 (26 лет) \| 188 см \| 88 кг \| \| \| \| 72 \| \| Никита Зырянов \| 20 июня 2009 (16 лет) \| 178 см \| 74 кг \| \| \| ТФ \| 2 \| \| Артем Иванов \| 22 сентября 1998 (26 лет) \| 192 см \| 94 кг \| \| \| \| 25 \| \| Олег Коломиец \| 07 февраля 2006 (19 лет) \| 198 см \| 88 кг \| \| \| \| 15 \| \| Вадим Кремлев \| 20 марта 2008 (17 лет) \| 180 см \| 65 кг \| \| \| ЛФ \| 8 \| \| Егор Чернышев \| 21 ноября 1999 (25 лет) \| 196 см \| 84 кг \| \| \| Ц \| 27 \| \| Владислав Ионов \| 27 июля 2003 (21 год) \| 201 см \| 90 кг \| \| \| ТФ \| 24 \| \| Аркадий Полищук \| 20 сентября 2003 (21 год) \| 202 см \| 85 кг \| \| | Главный тренер - Иван Левин Ассистенты тренера Легенда - (К) — Капитан команды Последнее изменение: 01 октября 2024 |             |                         |                           |        |        |        |
| Поз. | № | Гражд.      | Имя                     | Дата рождения (возраст)   | Рост   | Вес    | Звание |
| АЗ | 88 | Флаг России | Владислав Крушельницкий | 27 декабря 1997 (27 лет)  | 197 см | 70 кг  |        |
| Ц | 31 | Флаг России | Николай Муха            | 31.03.1999                | 212 см | 110 кг |        |
| ТФ | 17 | Флаг России | Сергей Харитонов        | 30.06.1991                | 204 см | 103 кг |        |
| АЗ | 12 | Флаг России | Владимир Лаптев         | 12 мая 1999 (26 лет)      | 183 см | 77 кг  |        |
| | 23 | Флаг России | Даниил Махмутов         | 01 января 2001 (24 года)  | 186 см | 86 кг  |        |
| АЗ | 95 | Флаг России | Антон Бревнов           | 10 сентября 1987 (37 лет) | 187 см | 80 кг  |        |
| АЗ | 11 | Флаг России | Сергей Рожков           | 24 июня 1999 (26 лет)     | 188 см | 88 кг  |        |
| | 72 | Флаг России | Никита Зырянов          | 20 июня 2009 (16 лет)     | 178 см | 74 кг  |        |
| ТФ | 2 | Флаг России | Артем Иванов            | 22 сентября 1998 (26 лет) | 192 см | 94 кг  |        |
| | 25 | Флаг России | Олег Коломиец           | 07 февраля 2006 (19 лет)  | 198 см | 88 кг  |        |
| | 15 | Флаг России | Вадим Кремлев           | 20 марта 2008 (17 лет)    | 180 см | 65 кг  |        |
| ЛФ | 8 | Флаг России | Егор Чернышев           | 21 ноября 1999 (25 лет)   | 196 см | 84 кг  |        |
| Ц | 27 | Флаг России | Владислав Ионов         | 27 июля 2003 (21 год)     | 201 см | 90 кг  |        |
| ТФ | 24 | Флаг России | Аркадий Полищук         | 20 сентября 2003 (21 год) | 202 см | 85 кг  |        |

дир.

## Главные тренеры
- Игорь Сучков (1999-2013)
- Алексей Лобанов (2013-2014)
- Дмитрий Тараканов (2015-2022)
- Иван Левин (2022- н.в.)